# マット・トゥームア
マシュー・パパリイ・"マット"・トゥームア（Matthew Papali'i "Matt" To’omua、1990年1月2日 - ）は、オーストラリアの元ラグビーユニオン選手。

## プロフィール
- オーストラリア・メルボルン出身[1]。
- 現役時代のポジションはスタンドオフ(SO)。
- 身長182cm、体重91kg[2]。
- オーストラリア代表通算キャップ数は59でラグビーワールドカップ2015・ラグビーワールドカップ2019のオーストラリア代表に選ばれた[3]。

## 略歴
ブランビーズ、ウェスタン・プロヴィンス、レスター・タイガースを経て、2019年、レベルズに加入。
2022年、三菱重工相模原ダイナボアーズに加入。
2023年2月5日に行われたJAPAN RUGBY LEAGUE ONE第7節交流戦コベルコ神戸スティーラーズ戦にて途中出場で日本での公式戦初出場を果たした。
2024年、現役を引退した。